# Helen Mack Chang
Helen Beatriz Mack Chang conocida como Helen Mack (Retalhuleu, 19 de enero de 1952) es una activista política, que se autodenomina como en defensa de los Derechos Humanos de Guatemala. Alzó su voz en pleno conflicto armado para defender el legado de su hermana, la antropóloga Myrna Mack, asesinada en 1990.
En 1993 creó la Fundación Myrna Mack con el objetivo de buscar justicia por el asesinato de su hermana y de ciudadanos que perdieron la vida durante la guerra civil, por lo que a través de esta se constituyó como querellante ante casos judiciales contra militares y con base en ellos logró importantes condenas y resarcimientos dinerarios a las familias de estas. A partir del año 2015 su figuro comenzó a ser conocida debido a su amistad con el dirigente de la Comisión Internacional Contra la Impunidad en Guatemala, debido a la cual hasta compartió mesa cuando este daba conferencia de prensa sobre casos judiciales de Guatemala.

## Biografía
Nació en el barrio San Nicolás en el departamento de Retalhuleu en el suroeste de Guatemala de ascendencia maya y china. Estudió administración de empresas y era una ejecutiva dedicada a la asesoría empresarial cuando el 11 de septiembre de 1990 un comando del Estado Mayor Presidencial asesinó a su hermana Myrna Mack. Desde entonces inició una larga batalla contra la impunidad y la denegación de justicia y contra las estructuras estatales que encubren las violaciones de Derechos Humanos. Comenzó a prepararse en derecho y a conocer las leyes. Entre 1990 y 1993 se dedicó ella sola al caso. En 1992 recibió el Premio Sustento Bien Ganado, conocido como el "premio Nobel alternativo" y con el dinero del premio creó 1993 la Fundación Myrna Mack.
El caso de Myrna se presentó ante 12 jueces diferentes que recibieron amenazas o fueron corrompidos, pero después de superar muchos obstáculos el sargento mayor del Ejército de Guatemala, Noel de Jesús Beteta Álvarez, fue condenado a 21 años de prisión como responsable material del asesinato. El militar aseguró haber actuado bajo las órdenes del coronel Juan Valencia Osorio y del general Édgar Coyoy. La orden de captura para Beteta fue ordenada el 3 de julio de 1991. El exmilitar fue capturado en Los Ángeles (Estados Unidos) y puesto a la orden de la justicia guatemalteca el 4 de diciembre de 1991. El proceso judicial donde se le condenó como culpable culminó el 12 de febrero de 1993. En 1992 fue distinguida con el premio Nobel alternativo de la Paz. 
Ni el acoso, la persecución ni las amenazas de muerte frenaron a Helen Mack que continuó luchando para llevar ante la justicia a quienes dieron la orden de asesinar a su hermana. En 2002 fueron acusados y llevados a juicio tres militares de alto rango, el general Edgar Godoy Gaitán y los coroneles Juan Valencia Osorio y Guillermo Oliva Carrera. El tribunal condenó en rebeldía a 30 años de prisión al Coronel Juan Valencia Osorio y absolvió a los otros dos militares por falta de pruebas. La fiscalía apeló la decisión y el 20 de enero de 2004 confirmó la condena del Coronel Valencia como "autor intelectual" del asesinato.
Helen Mack ha participado en la elaboración de estrategias jurídicas y asesora a víctimas y familiares de víctimas en casos planteados ante los órganos de justicia local, entre los cuales se cuentan: el caso de Oliberta Calel, menor de edad, violada y asesinada en Quiché y María Tuyuc, indígena, víctima de discriminación racial, la masacre de Panzós, cometida en 1978, los procesos que buscan esclarecer y sancionar el genocidio en Guatemala y los procesos iniciados ante los órganos de justicia local por los asesinatos de Antonio Pop, Ricardo de León Régil y Florentín Gudiel, entre otros.
En la Corte Interamericana de Derechos Humanos en 1998 fue perita sobre la administración de justicia en Guatemala, en el Caso Bámaca Velásquez, y en 2003 asesoró el caso planteado ante el Sistema Interamericano contra el Estado de Guatemala, por su responsabilidad en la desaparición forzada de Luis de León.
En 2004 asesoró en un inicio el caso planteado contra el Estado de Guatemala, por su responsabilidad en el asesinato del investigador policial José Miguel Mérida Escobar y fue peticionaria en el caso planteado contra el Estado de Guatemala ante el Sistema Interamericano por su responsabilidad en 29 casos de desaparición forzosa.
Desde esa posición, Helen Mack fomentó propuestas técnicas y estrategias políticas para mejorar la administración de justicia y democratizarla y trató de impulsar con intensidad la reforma del sector seguridad, la reconversión del Ejército, la eliminación del Estado Mayor Presidencial y la transformación de los organismos de inteligencia, sus adversarios lo calificaron como un intento de destruir estas instituciones en venganza y tratar de destruir el régimen democrático desde esas instancias. Dando como resultado que en 2007 se aprobara una Comisión Internacional Contra la Impunidad en Guatemala, que posteriormente dio resultados en varios casos descubiertos en 2015, pero finalmente fue expulsada de Guatemala en 2019 acusada de violaciones de derechos humanos contra acusados en casos judiciales. Mack fue muy cercana al último comisionado de CICIG —Iván Velásquez—y a la entonces Fiscal General —Thelma Aldana—, con quienes comparte premio, el Right Livelihood Award. Mayra Véliz, secretaria privada de Aldana durante su gestión, aseguraba que la exjefa del Ministerio Público siempre tomaba en cuenta la opinión de Helen Mack. “Pregúntenle a Helen qué piensa de esto”, pedía siempre antes de judicializar casos de posible corrupción
Luego de los intentos del entonces presidente, Jimmy Morales de expulsar a Iván Velásquez de Guatemala, por medio de su fundación interpuso múltiples recursos legales tratando de revertir esas decisiones y la Corte de Constitucionalidad de ese tiempo, liderada por Gloria Patricia Porras Escobar, se las otorgó en resoluciones polémicas que incluso quitaban facultades legales a la figura del Presidente en aspectos de política exterior.
En 2019 interpuso también recursos judiciales a fin de retrasar la elección de magistrados de la Corte Suprema de Justicia y Cortes de Apelaciones que provocó la prolongación de funciones de todos los magistrados del poder judicial de Guatemala, siempre con la corte liderada por Porras y que emitió en 2020 una resolución en la que ordenaba elegir magistrados con un método a viva voz por cada candidato, siendo 270 candidatos y 160 diputados se necesitaban aproximadamente 86.400 minutos «1.440 horas» para efectuar la elección, provocando que en 2022 todavía no se habían elegido las cortes.
En 2021 salió de Guatemala justo cuando Gloria Porras no fue juramentada para un nuevo período en la Corte de Constitucionalidad, y a partir de esto perdió su influencia en Guatemala y hasta 2022 se supo que se encontraba «exiliada» en Estados Unidos alegando fabricación de casos a sus aliados políticos que estaban siendo procesados en Guatemala por resoluciones contrarias a la constitución, violaciones de derechos humanos y lavado de dinero.

## Fundación Myrna Mack
En 1993, Helen Mack creó la Fundación Myrna Mack, en memoria de su hermana asesinada y desde entonces preside su Junta Directiva.
La institución fue financiada en un principio con los fondos provenientes del Right Livelihood Award, conocido como el premio Nobel Alternativo de la Paz otorgado a Helen en diciembre de 1992.
El trabajo institucional inicial estuvo orientado a estudiar el caso Myrna Mack, con el fin de determinar cuáles eran los mecanismos que obstruían el avance del proceso judicial. Fue así como surgió la necesidad de expandir el estudio al funcionamiento del ejército y los aparatos de seguridad e inteligencia, adicionalmente a las investigaciones que ya se realizaban en el ámbito de la administración de justicia. La Fundación Myrna Mack se convirtió así en una institución dedicada a luchar contra la impunidad en Guatemala; a promover la transformación de los aparatos de seguridad e inteligencia, la consolidación democrática y el proceso de pacificación. 
Por sus aportes a la justicia, la lucha contra la impunidad y la defensa de los derechos humanos, la Fundación Myrna Mack recibió, en 2007, el Premio Rey de España en la categoría de Derechos Humanos.
Hellen Mack utilizó esta fundación para interponer recursos legales contra diferentes actuaciones dentro de la justicia de Guatemala, siendo una, en contra de la elección de Conrado Arnulfo Reyes Sagastume, fiscal general por unos días, como magistrado suplente de la Corte de Constitucionalidad. Los titulares de la Corte Suprema de Justicia, encargados de seleccionar a la persona que ocuparía el puesto que dejó la fiscal general María Consuelo Porras, utilizaron un listado de posibles candidatos elaborado dos años antes cuando eligieron a la magistratura que estaba en funciones. De este, eligieron a Reyes, una persona con una abierta oposición a la Cicig y señalado por el excomisionado Carlos Castresana de tener relación con estructuras criminales de abogados y con el narcotráfico, razón por la que fue destituido de su cargo como fiscal general en 2010, también por la Corte de Constitucionalidad, a pesar de que estos señalamientos nunca fueron demostrados con pruebas. Otra acción que presentó  en contra de que Silvia Patricia Valdés Quezada, magistrada de la Corte Suprema de Justicia, integrara la Junta de Disciplina de Apelación, uno de los órganos que se encarga de revisar actuaciones judiciales. Valdés Quezada fue tachada por los vicios en el proceso para nombrarla presidenta del Organismo Judicial. La elección se realizó con el voto de un magistrado suplente que no debía integrar la Corte y también fue destituida por dicha corte.

## Otras organizaciones
Helen Mack también es fundadora de la Comisión Nacional de Apoyo y Seguimiento al Fortalecimiento de la Justicia en Guatemala, creada en 1997 por mandato del Acuerdo sobre Fortalecimiento del Poder Civil y Función del Ejército en una Sociedad Democrática.
En 1996 unió esfuerzos con el obispo auxiliar Juan Gerardi Conedera, coordinador de la Oficina de Derechos Humanos del Arzobispado de Guatemala y Rigoberta Menchú, premio Nobel de la Paz, entre otras personalidades y organizaciones nacionales, para fundar la Alianza contra la Impunidad.
En 1999, Helen Mack inició pláticas con dirigentes de las organizaciones Familiares y Amigos contra la Delincuencia y el Secuestro (FADS) y Madres Angustiadas, con el fin de promover la búsqueda de transparencia, ética y excelencia profesional en la elección de autoridades y funcionarios en el sector justicia. Así nació el Movimiento Pro Justicia. Y en 2001 fundó, junto a dirigentes de 23 organizaciones de distinta procedencia sectorial, la instancia llamada Foro Guatemala.
Ha sido Presidenta de la Fundación Soros - Guatemala (2004-2008), integrante de la junta directiva del Centro por la Justicia y el Derecho Internacional (CEJIL), Miembro de la junta directiva de la Fundación para el Debido Proceso Legal, miembro de la asamblea de la Asociación de Investigación y Estudios Sociales (ASIES), miembro de la directiva de Fund for Global Human Rights, Integrante de la asamblea del Grupo Barómetro y Fundadora de la instancia multisectorial Foro Guatemala.

## Vida personal
Es la tía de Lucrecia Hernández Mack médico y política que en 2016 se convirtió en la primera mujer al frente del Ministerio de Salud de Guatemala durante el gobierno de Jimmy Morales.

## Premios y reconocimientos
Tiene numerosos reconocimientos internacionales en universidades de Estados Unidos y Europa.
- 1992 Right Livelihood Award (Premio Nobel Alternativo de la Paz)
- 1992 Tribute to Helen Mack. Reconocimiento otorgado por el Senado de los Estados Unidos de América
- 1999 Premio León Felipe por la Concordia. Madrid
- 1999 Medalla Oficina Nacional de la Mujer. Guatemala
- 2005 Premio Notre Dame por servicio público destacado en América Latina
- 2007 Premio Rey de España en Derechos Humanos a nivel Iberoamericano en nombre de la Fundación Myrna Mack.
- 2011 Las insignias de caballero de la Legión de Honor entregado por el embajador de Francia en Guatemala.
- 2014 La Agencia Española de Cooperación Internacional para el Desarrollo le incluyó en la selección de los 25 años - 25 testimonios. Centro de Formación de la Cooperación Española en La Antigua Guatemala.